# Damballah

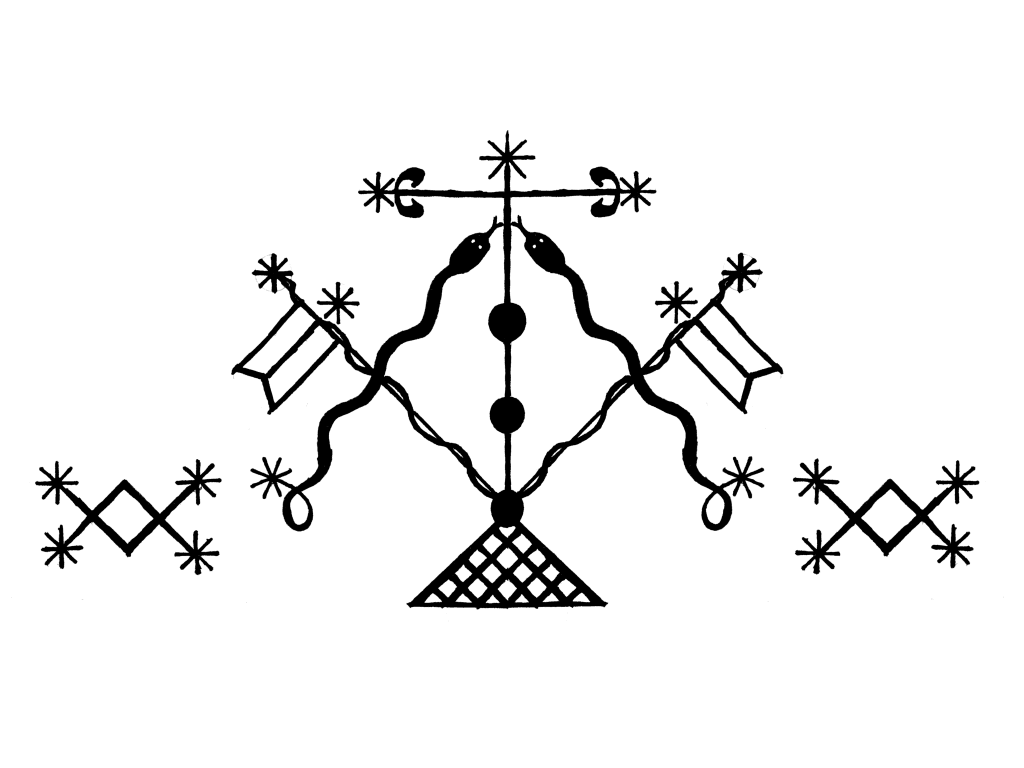
Symbol kultowy (veve) Damballaha

Damballah lub Danbala, Dambala – bóg-wąż w panteonie religii voodoo, bóg-stworzyciel kosmosu, ojciec innych duchów (loa) i ludzi. Patronuje seksualności, harmonii, optymizmowi i radości życia. Przyjmuje on postać dobrotliwego węża, będącego źródłem spokoju, dobroci, a przede wszystkim mądrości. Czczony pod postacią św. Patryka lub Mojżesza. Wraz ze swoją żoną Ayida Wédo (boginią tęczy) tworzy pierwotną parę bóstw-stwórców. Wyznawcy opętani przez Damballaha nie mówią, tylko wiją się na ziemi jak węże. Jego bezpośrednie porozumienie z wyznawcami (typowe dla innych bóstw voodoo) nie jest możliwe. Odgłosy, które wydaje Damballa są zupełnie niezrozumiałe dla ludzi. Używa on bowiem syczących i gwiżdżących dźwięków, które uniemożliwiają porozumienie. Często, aby zrozumieć jego przesłanie, wzywa się innego boga o imieniu Ogoun, który może wystąpić w charakterze tłumacza. Czasami roli tej podejmuje się również kapłan voodoo. Wzywać Damballaha mogą tylko kapłani powyżej 40 roku życia, specjalnie szkoleni od dzieciństwa. W trakcie rytualnych opętań, charakterystycznych dla ceremonii voodoo, Damballah-wąż najchętniej zajmuje miejsce w pojemniku z wodą.
W filmie-horrorze "Laleczka Chucky" Damballah miał umożliwić duchowi zabójcy opanowanie ciała wybranej ofiary.